# بوغاتير

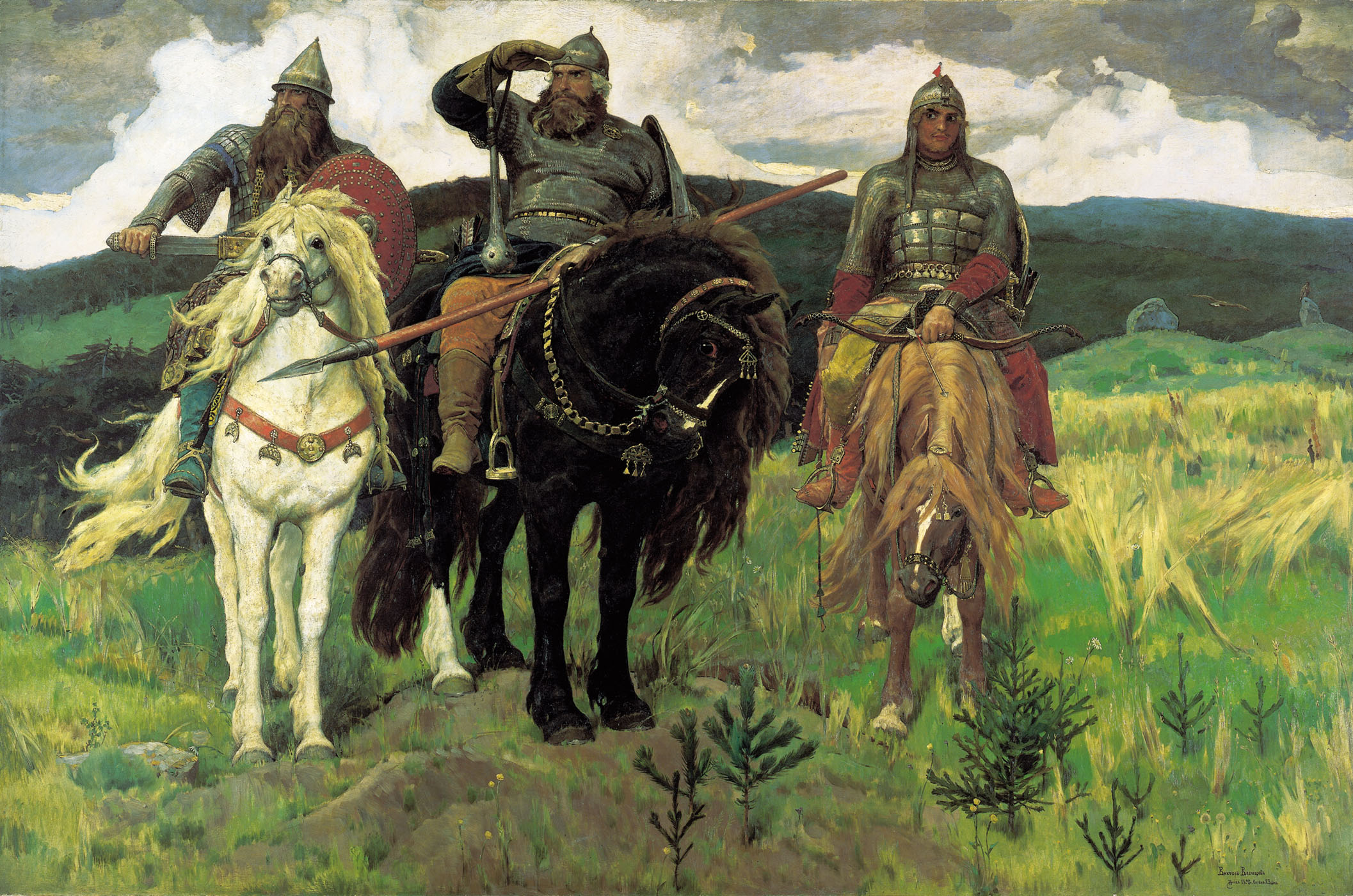
لوحة البوغاتيرات لفيكتور فاسنيتسوف

بوغاتير (بالروسية: Богатырь، وهي ذات أصل تركي وتعني الشجاع أو البطل) هو لقب كان يطلق على المحاربين الأبطال من القرون الوسطى في كييف روس وجمهورية نوفغورود، وهو أقرب الفرسان الجوالين في أوروبا الغربية.